# Copa de Naciones de África Occidental 1984
La Copa de Naciones de África Occidental 1984 fue la 3ª edición de este torneo de fútbol a nivel de selecciones nacionales organizado por la WAFU y que contó con la participación de 5 selecciones nacionales de África Occidental, 1 más que en la edición anterior.
El campeón defensor Ghana venció a Togo en la final disputada en Burkina Faso para lograr el título por tercera vez consecutiva.

## Fase de grupos
| Nación          | Pts | J | G | E | P | GF | GC | GD |
| --------------- | --- | - | - | - | - | -- | -- | -- |
| Ghana           | 6   | 4 | 2 | 2 | 0 | 8  | 4  | +4 |
| Togo            | 5   | 4 | 1 | 3 | 0 | 6  | 4  | +2 |
| Burkina Faso    | 5   | 4 | 1 | 3 | 0 | 6  | 5  | +1 |
| Costa de Marfil | 4   | 4 | 1 | 2 | 1 | 5  | 6  | -1 |
| Benín           | 0   | 4 | 0 | 0 | 4 | 3  | 9  | -6 |

| 17/11/1984 | Burkina Faso    | 1–1 | Togo            |
| 18/11/1984 | Ghana           | 2–0 | Costa de Marfil |
| 20/11/1984 | Burkina Faso    | 2–2 | Costa de Marfil |
| 21/11/1984 | Ghana           | 2–2 | Togo            |
| 22/11/1984 | Burkina Faso    | 2–1 | Benín           |
| 23/11/1984 | Costa de Marfil | 1–1 | Togo            |
| 24/11/1984 | Ghana           | 1–1 | Burkina Faso    |
| 23/11/1984 | Costa de Marfil | 2–1 | Benín           |
| 25/11/1984 | Togo            | 2–0 | Benín           |
| 27/11/1984 | Ghana           | 3–1 | Benín           |

## Tercer Lugar
| Equipo 1        | Resultado | Equipo 2     |
| --------------- | --------- | ------------ |
| Costa de Marfil | 2-0       | Burkina Faso |

## Final
| 28 de noviembre de 1984 | Togo         | 1–1 (t.e.) (3-4 pen.) | Ghana              |  |  |
|                         | Souleyman 2' |                       | John Bannerman 57' |  |  |

## Campeón
| Copa de Naciones de África Occidental 1984 |
| ------------------------------------------ |
| Bandera de Ghana                           |
| Ghana 3º Título                            |